# Mercedes Capsir
Mercedes Capsir, conosciuta anche come Mercedes Capsir Tressols e, dopo il matrimonio, Mercedes Capsir Tanzi (Barcellona, 20 luglio 1895 – Suzzara, 13 marzo 1969), è stata un soprano spagnolo, di origine catalana e naturalizzato italiano, fra i più celebri del suo tempo. La cantante fu particolarmente attiva in Italia fra gli anni venti e quaranta del Novecento.

## Biografia e percorso artistico

### Gli inizi
Nata nel seno di una famiglia di cantanti lirici (José Capsir e Mercedes Tressols, nota anche come Ramona Vidal) studiò a Barcellona presso il Conservatorio del Liceu. Debuttò, diciottenne, a Gerona (1913), interpretando il ruolo di Gilda nel Rigoletto, che, negli anni e nei decenni successivi, si legherà indissolubilmente al suo nome (è tuttora considerata una delle più celebri Gilde nella storia della lirica). La consacrazione ufficiale avvenne l'anno successivo  il 29 novembre 1914, sempre nelle vesti di Gilda, al Liceu, il più prestigioso teatro lirico spagnolo. La Capsir, che frequentava ancora l'ultimo anno del Conservatorio di quello stesso teatro, fu chiamata pochi giorni prima della rappresentazione a sostituire la cantante titolare, ammalatasi improvvisamente (in realtà, si disse, perché non gradita al celebre tenore Hipólito Lázaro, che doveva interpretare la parte del Duca). Il successo fu trionfale. Avrebbe ancora interpretato Gilda a Madrid (1916), al Teatro Colón di Buenos Aires (1916) e all'Opera di Parigi (1917).

### L'Italia
Il debutto in Italia avvenne al Teatro Comunale di Bologna diretta da Pasquale La Rotella il 25 dicembre 1922 nel ruolo di Rosina (Il barbiere di Siviglia con Manfredi Polverosi e Enrico Molinari, che diverrà, negli anni venti, un altro cavallo di battaglia della cantante, seguita da Violetta ne La traviata. 
Il successo avuto le fece ottenere una scrittura importante al Costanzi di Roma e, successivamente, al Teatro La Fenice di Venezia, dove interpretò Elvira ne I puritani a fianco del celebre tenore Giacomo Lauri Volpi. 
Nel 1923 al Grand Théâtre de Monte Carlo è Gilda in Rigoletto con Molinari, Leonora ne Il trovatore con Claudia Muzio, Ismaele Voltolini e Molinari, la protagonista in Martha (opera) con John McCormack e Mimì ne La vie de bohème (La bohème) con la Muzio e Voltolini, al Teatro Donizetti di Bergamo Rosina ne Il barbiere di Siviglia con Luigi Montesanto e cantò al Teatro Regio di Parma, nelle vesti di Gilda, a fianco di Carlo Galeffi e Adolfo Bellotti: l'esigente pubblico parmigiano, entusiasta, le fece ripetere l'aria Caro nome, subito dopo che lei l'ebbe interpretata una prima volta nel corso della rappresentazione. A Parma la Capsir conobbe Angelo Tanzi, che sposò qualche anno più tardi. A seguito del matrimonio rimase definitivamente a vivere in Italia, dove già si era trasferita da alcuni anni, prendendo la nazionalità italiana (1927).
Nel 1924 a Roma è Gilda in Rigoletto con Molinari e Tancredi Pasero, a Bergamo Lucia di Lammermoor con Aureliano Pertile ed a Parma Violetta ne La traviata con Antenore Reali.
Nel 1925 a Venezia è Rosina ne Il barbiere di Siviglia con Vincenzo Bettoni, a Bologna con Molinari Lucia di Lammermoor diretta da Vincenzo Bellezza con Pertile e Violetta ne La traviata.
Nel 1927 a Parma è Lucia di Lammermoor.

### La maturità artistica
Il debutto scaligero avvenne nel 1924, con l'opera Rigoletto, diretta da Arturo Toscanini, nel ruolo di Gilda, a fianco di Miguel Fleta (Duca di Mantova) e di Carlo Galeffi (Rigoletto). Alla Scala tornerà a cantare ancora, nella seconda metà degli anni venti, nei ruoli di Rosina, di Amina (La sonnambula), di Violetta (La traviata) e ancora di Gilda, a fianco di Dino Borgioli e di Riccardo Stracciari. Con gli stessi interpreti ed orchestra (del Teatro alla Scala di Milano, diretta dal maestro Lorenzo Molajoli), la Capsir inciderà, nel 1930, un celeberrimo Rigoletto e un'altrettanto celebre La traviata, venduti ancor oggi (2008), a ottant'anni di distanza, in DVD. 
Alla fine degli anni venti e negli anni trenta e quaranta, la cantante si aprì al repertorio francese (Carmen e Manon) e a quello della giovane scuola italiana, soprattutto pucciniano: Cio-Cio-San (Madama Butterfly) e Mimì (La bohème). Umberto Giordano la volle fra gli interpreti di Il re (opera) in una rappresentazione scaligera del 1929 diretta da Toscanini con Enzo De Muro Lomanto, Giuseppe Nessi, Aristide Baracchi, Pasero e Salvatore Baccaloni), nel 1933 il maestro Gui la chiamò ad interpretare Elvira (I puritani), nella prima stagione del Maggio Musicale Fiorentino, e cantò La traviata al Teatro Coccia di Novara ed al Teatro Massimo Vincenzo Bellini di Catania. La Capsir ottenne un notevole successo anche in un altro ruolo belliniano, di Amina ne La sonnambula, e in quelli donizettiani di Adina (L'elisir d'amore) e di Lucia (Lucia di Lammermoor). Si cimentò anche in alcuni personaggi carismatici dell'opera settecentesca italiana, fra cui Carolina ne Il matrimonio segreto, con cui diede l'addio alle scene, chiudendo, cinquantaquattrenne, la propria carriera artistica (1949). Vent'anni più tardi la cantante si spense a Suzzara, dove aveva stabilito da tempo la propria residenza.

## Tecnica vocale e interpretativa
Fu una delle massime rappresentanti della Scuola spagnola (o iberica) di canto, insieme alla concittadina Maria Barrientos e ad Elvira de Hidalgo. Tale scuola, erede delle tecniche belcantistiche italiane della seconda metà del Settecento e dei primi decenni dell'Ottocento, era caratterizzata dall'elaborazione di tecniche vocali rigorose non scevre da abbellimenti. Si adattava pertanto perfettamente a un repertorio che andava dalle grandi opere di scuola napoletana (Paisiello, Cimarosa ecc.) fino al Verdi giovane. Anche il nome di Mercedes Capsir resterà legato a tale repertorio, grazie alle superbe interpretazioni di Rosina de Il barbiere di Siviglia e di Gilda del Rigoletto. La voce duttile e l'ampio registro vocale le permisero tuttavia di affrontare anche ruoli legati al repertorio della Giovane scuola italiana (Puccini e  Giordano in particolare) e del tardo Ottocento francese (fu un'apprezzata Manon nell'opera omonima di Massenet, di Carmen e di Leila ne I pescatori di perle). Il soprano diede anche mostra di notevoli doti interpretative, prescindendo da connotazioni enfatiche ed affettazioni che contraddistinsero altri cantanti della stessa scuola.

## Repertorio più significativo
- Emilio Arrieta
  - Marina (Marina)
- Vincenzo Bellini
  - I puritani (Elvira)
  - La sonnambula (Amina)
- Georges Bizet
  - I pescatori di perle (Leila)
  - Carmen (Micaëla, Carmen)
- Domenico Cimarosa
  - Il matrimonio segreto (Carolina)
- Léo Delibes
  - Lakmé (Lakmé)
- Gaetano Donizetti
  - Lucia di Lammermoor (Lucia)
  - L'elisir d'amore (Adina)
  - Don Pasquale (Norina)
- Jules Massenet
  - Manon (Manon)
- Giacomo Puccini
  - Madama Butterfly (Cio-Cio-San)
  - La bohème (Mimì)
  - Tosca (Tosca)
- Gioachino Rossini
  - Il barbiere di Siviglia (Rosina)
  - La Cenerentola (Cenerentola)
- Giuseppe Verdi
  - Ernani (Elvira)
  - Rigoletto (Gilda)
  - La traviata (Violetta)

## Incisioni storiche
- La traviata di Giuseppe Verdi; Lorenzo Molajoli (direttore); Orchestra e Coro del Teatro alla Scala di Milano; Mercedes Capsir,; Lionel Cecil, Carlo Galeffi - 1928, Arkadia
- Lucia di Lammermoor di Gaetano Donizetti; Lorenzo Molajoli (direttore); Orchestra e Coro del Teatro alla Scala di Milano; Mercedes Capsir, Enzo De Muro Lomanto, Enrico Molinari, Salvatore Baccaloni, Emilio Venturini - 1929, Arkadia
- Rigoletto di Giuseppe Verdi; Lorenzo Molajoli (direttore); Orchestra e Coro del Teatro alla Scala di Milano; Riccardo Stracciari, Dino Borgioli, Mercedes Capsir, Ernesto Dominici, Anna Masetti Bassi - 1930, Arkadia
- Il barbiere di Siviglia di Gioachino Rossini; Lorenzo Molajoli (direttore); Orchestra e Coro del Teatro alla Scala di Milano; Riccardo Stracciari, Mercedes Capsir, Dino Borgioli, Vincenzo Bettoni, Cecilia Ferrari - 1930, Arkadia